# Francisco Echenique Anchorena
Francisco Echenique Anchorena (Elizondo, 26 de junio de 1880-Elizondo, 19 de junio de 1948) fue un fotógrafo, dibujante y pintor español perteneciente a la escuela del Bidasoa. 

## Biografía
Nace en 1880 en Navarra, en la capital de la comarca baztanesa, Elizondo, concretamente en la casa Tellagorria. De familia humilde, acude a la escuela de su localidad natal hasta los doce años, momento en el cual ingresa a trabajar de ayudante en el Ayuntamiento. Francisco no abandonará las labores administrativas hasta el final de sus días.
Hombre inquieto, vive el apogeo de un nuevo invento, la fotografía, convirtiéndose en un apasionado de dicha creación. En ningún momento acude a una academia o institución artística, sino que aprende y desarrolla su arte de una manera autodidacta.
En un principio, comienza su carrera como fotógrafo artístico y consigue que se le galardone por los ayuntamientos de Pamplona y Buenos Aires en 1907 y 1908.
Pese a ello considera que la fotografía no permite expresar la espiritualidad de la realidad, con lo cual comienza a centrarse a principios de siglo en el dibujo y la pintura. A través del dibujo y la pintura comienza a pintar el mundo que lo rodea, centrándose en el paisaje.  Si el dibujo muestra retratos, la pintura al óleo se centra en los paisajes. Expuso varias veces en País Vasco y Navarra, hasta su muerte, por cáncer, en 1948.

## Estilo y etapas
Echenique Anchorena fue un dibujante y pintor centrado sobre todo en los paisajes. Paisajes predominantemente silenciosos, donde la naturaleza y los caseríos son abundantes. Siempre desde una óptica silenciosa, donde el ser humano se muestra ausente. Mención especial al caserío, que ocupa muchos de sus cuadros como figura principal, otorgándole un cierto carácter místico. Otra figura material de la naturaleza destacable es el árbol. Francisco muestra un amor y una devoción a lo largo de su trayectoria por los árboles, con los cuales juegan en sus cuadros convirtiéndoles en portadores de la luz y la sombra.
El aire y la luz se convierte en los elementos centrales indirectos que dotan de significado a sus obras, siendo los motores centrales. La luz la usa para dar vida al cuadro y el aire escenifica la atmósfera. Sin embargo, usa el monte como su opuesto para generar un contraste de tonalidades, siendo dicha montaña el contrapunto realista.
En la trayectoria del artista se pueden diferenciar, relativamente, tres etapas:
1. Una etapa oscura, hasta 1920, donde predominan los paisajes montañosos, los claroscuros y un cierto tenebrismo. Opta por una nitidez en las formas. Por todo ello, opta por unos colores en sus pinturas muy duros, desde verdes agrios y ocres hasta el negro. Obra representativa: “Paisaje de Irurita”.[3]
2. Una etapa intermedia en los años 1930 donde se focaliza en la luz y los factores ambientales. Se trata de su etapa más prolífica. A pesar de lo anterior, su pintura mantiene ese tono pesado evolucionando hasta el uso del aguatinta. Recurre además, a los colores complementarios y a un uso del pincel de toque más difuso, reflejo de la influencia impresionista . Obra representativa “Peñas de Agozpe”.[3]
3. La etapa final en los años 1940 donde se centra en la claridad y se centra completamente en los elementos que caracterizan el paisaje. En este caso utiliza toques cortos en su técnica, creando un paisaje muy realista, y no tan vago como en sus etapas anteriores. Obra representativa “Mirando Lecároz”.[3]